# Chimarra moselyi
Chimarra moselyi là một loài Trichoptera trong họ Philopotamidae. Chúng phân bố ở miền Tân bắc.